# Szent Rómanosz
Szent Romanus görögösen Rhómanosz vagy Rhómanosz Melodosz (azaz a dalszerző) 6. századi ókeresztény költő. A mai Szíria területén született, 515-556 között valószínűleg Konstantinápolyban élt. Himnuszok költésével foglalkozott, képzeletvilága és verseinek formája már teljesen elszakadt az ókori hagyományoktól, és már a középkori költészet előfutára volt. Munkáira az áhítattal vegyes lelkesedés jellemző. Több mint ezer vallásos témájú művet írt: passiókat, himnuszokat, szentek életeit.